# Voo Iberia 610
O voo Iberia 610, ou acidente de Sondika, foi um acidente aéreo ocorrido em 19 de fevereiro de 1985 quando um Boeing 727-200, que voava do Aeroporto de Madrid-Barajas até o Aeroporto de Bilbau, bateu contra uma antena de televisão no topo do monte Oiz antes de pousar no Aeroporto de Bilbau. Os 141 passageiros e 7 tripulantes a bordo morreram no acidente. É o pior acidente na historia da Ibéria e o quinto pior acidente aéreo na Espanha.

## Avião
O aparelho acidentado era um Boeing 727-256 (com três motores Pratt & Whitney JT8D-9A com capacidade para 189 passageiros) de prefixo EC-DDU. O avião foi batizado como "Alhambra de Granada". Entrou em serviço no dia 18 de maio de 1979 e tinha 13,408 horas de voo no momento do acidente.

## Acidente
O voo 610 saiu do Aeroporto de Madrid-Barajas às 08:47 CET e deveria chegar em Bilbau às 09:35. 
Às 09:09 a tripulação recebeu permissão para descer ao nível de voo de 4,300 pés (1,310 m), e às 09:16 o primeiro oficial estabeleceu contato com a torre do aeroporto de Bilbau. Então o controlador deu permissão para que o avião continuasse a descida: "Iberia 610, pode continuar descendo para aproximação do ILS a Bilbao, pista 30, o vento é de 100 graus 3 nós, QHN 1025, e nível de transição 70". A tripulação repetiu a informação transmitido e depois disso o controlador ofereceu-lhes uma aproximação direta. Porém, o capitão rejeitou-a, escolhendo um plano de aproximação padrão. Às 09:22 a tripulação informou a aproximação pelo VOR de Bilbau a uma altitude de 7,000 pés (2,100 m), chegando ao ponto de início da mesma. A tripulação obteve permissão para descer a 5,000 pés (1,500 m). Esta foi a ultima comunicação do voo 610.
Às 09:27 o avião bateu com a asa esquerda contra uma antena da Euskal Telebista no monte Oiz, a uma altitude de 1,023 metros. Com o impacto o avião voou fora de controle ao longo de um quilômetro e caiu contra o terreno deslizando-se pela ladeira noroeste da montanha e matando os 148 ocupantes do aparelho.
As imagens captadas pela mídia nesse tipo de incêndio criado quando o avião deslizou pela encosta refletiam a magnitude do impacto. O Boeing havia sido transformado em vários destroços de metal espalhados por toda a encosta, e quanto aos 141 passageiros e sete tripulantes que viajavam no avião, apenas pedaços de corpos permaneceram espalhados pelo mato. No antigo quartel de Garellano, em Bilbau, estabelecido como necrotério, foi então relatado que apenas seis corpos estavam "parcialmente completos". Apenas um corpo foi encontrado sem mutilação, o de um morto transportado em seu caixão para Bilbau, no porão do avião.

## Causa
A investigação da CIAIAC (Comissão de Investigação de Acidentes e Incidentes na Aviação Civil) determinou como causas fundamentais do acidente a excessiva confiança no sistema de alerta de altitude, assim como uma interpretação errada de seus avisos, além de um possível erro na leitura do altímetro por parte da tripulação quando voavam embaixo de uma altura segura. Também se considerou como um fator que contribuiu ao acidente o nevoeiro que cobria o céu naquela época.